# Angelslo
Angelslo, ambtelijk ook wel Emmen III genoemd, is een woonwijk in de plaats Emmen in de Nederlandse provincie Drenthe. De wijk is gebouwd in de jaren zestig van de twintigste eeuw. De Statenweg verbindt de verschillende straten, die allemaal een zijstraat hebben waaraan woonerven zijn gelegen. Angelslo is een wijk met ongeveer 3000 wooneenheden. Er wonen anno 2023 zo'n 7.675 mensen.

## Geschiedenis
De gemeente Emmen heeft in de 20e eeuw de transformatie doorgemaakt van een plattelandsgemeente met hoge werkloosheid en armzalige woonomstandigheden naar moderne industriestad. Tot in de jaren zestig van de 20e eeuw was Angelslo niet echt een zelfstandig functionerend dorp. Het was meer een boerennederzetting in de marke van Noord- en Zuidbarge, gelegen op een zandrug, die twee meter hoger gelegen was dan de omliggende moerassen. Pas per 1 oktober 1938 werd Angelslo ook administratief en bestuurlijk tot Emmen gerekend. Maar Angelslo is allesbehalve een jonge nederzetting. Uit de archeologische onderzoeken ten tijde van de bouw van de wijk zijn grondsporen van grote boerderijen uit de Bronstijd gevonden. Andere tekenen van vroege bewoning zijn de twee hunebedden die aan de huidige Fokkingeslag en Haselackers zijn gelegen. Deze hunebedden zijn bij het ontwerp van de nieuwe wijk opgenomen in de wijkstructuur. Dat Angelslo vroeger bos geweest moet zijn valt af te leiden uit de naam. Lo of Loo betekent boomrijke vlakte. Ook de huidige wijk is gelegen aan een bos, de Emmerdennen.

## Ontwerp
Angelslo werd in tegenstelling tot het eerder opgeleverde Emmermeer echt als een woonwijk ontworpen. De rationalistische architectuur als uitvloeisel van de wijkgedachte bezorgde Angelslo internationaal faam. De wijk wordt gedomineerd door grootschalige laagbouw in een ruime opzet met aandacht voor groen- en parkeervoorzieningen. Terwijl het middengedeelte van de wijk uit woonblokken met rijtjeshuizen bestaat, domineren langs de rand van de wijk middelhoge- en hoge flatgebouwen.
De stedenbouwkundige Z. Naber en zijn opvolger Niek de Boer, die het plan Emmen III nader uitwerkte, vonden dat Angelslo een wijk moest worden waar de functies wonen, werken, verkeer en ontspanning gescheiden waren. Overmatige verkeershandelingen in de woonbuurten moesten voorkomen worden. Er diende veel licht, lucht en ruimte voor de bewoners te zijn. De ontwerpers bedachten een hiërarchische opbouw van woning naar woonstraat, van woonstraat naar woonbuurt en van woonbuurt naar woonwijk. Consequent is het ontwerp vormgegeven volgens de principes van het nieuwe bouwen, dat onder meer gekenmerkt wordt door platte daken. In de wijk werden geen kruisende wegen aangelegd, alleen T-aansluitingen.

## Bouw
Angelslo is in de jaren zestig in hoog tempo gebouwd. De toestroom van arbeiders van nieuwe industiële vestingen maakte woningbouw op grote schaal noodzakelijk. Een tweetal architecten, Th. Strikwerda en A. Oosterman, heeft hun stempel gedrukt op de wijk. Zij hebben de identieke woningen ontworpen. Deze vorm van bouwen leverde niet alleen kostenbesparingen op, maar leidde ook toe dat de wijk een grote eenheid van vorm kreeg. Behalve laagbouw met platte daken kent Angelslo verspreid langs de wijkrand 11 zogenaamde Egmondflats. Verder werd rond 1975 langs de bosrand, aan het eind van elke laan een hoogbouw flat gerealiseerd. De flats waren bedoeld als duidelijke afsluiting van de bebouwing zodat de laagbouw niet ongemerkt ‘overloopt’ naar het bos. Er waren plannen om langs de belangrijkste verkeersader van de wijk, de Statenweg, ook hoogbouwflats te realiseren. De gemeenteraad had hier echter moeite mee, waardoor het bij één hoogbouwflat aan het begin van de Landschaplaan is gebleven. Wel zijn het winkelcentrum van architect J. Sterrenberg en de belangrijkste voorzieningen als scholen, kerken en een moskee, horeca, dokterspraktijken en tankstations allen langs de Statenweg geconcentreerd.

## Renovatie
In 2005 werd de wijk als verouderd gezien en was herstructurering noodzakelijk. Vanwege de bijzondere karakteristiek is Angelslo aangemerkt als planologisch en stedenbouwkundig erfgoed. In het kader van het project Emmen Revisited werd daarom voor de wijkvernieuwing met nadruk gekozen voor behoud van het beeldbepalende stratenpatroon en de groenzones. Deze karakteristieken waren het uitgangspunt voor de planvorming van de transformatie.

## Bezienswaardigheden

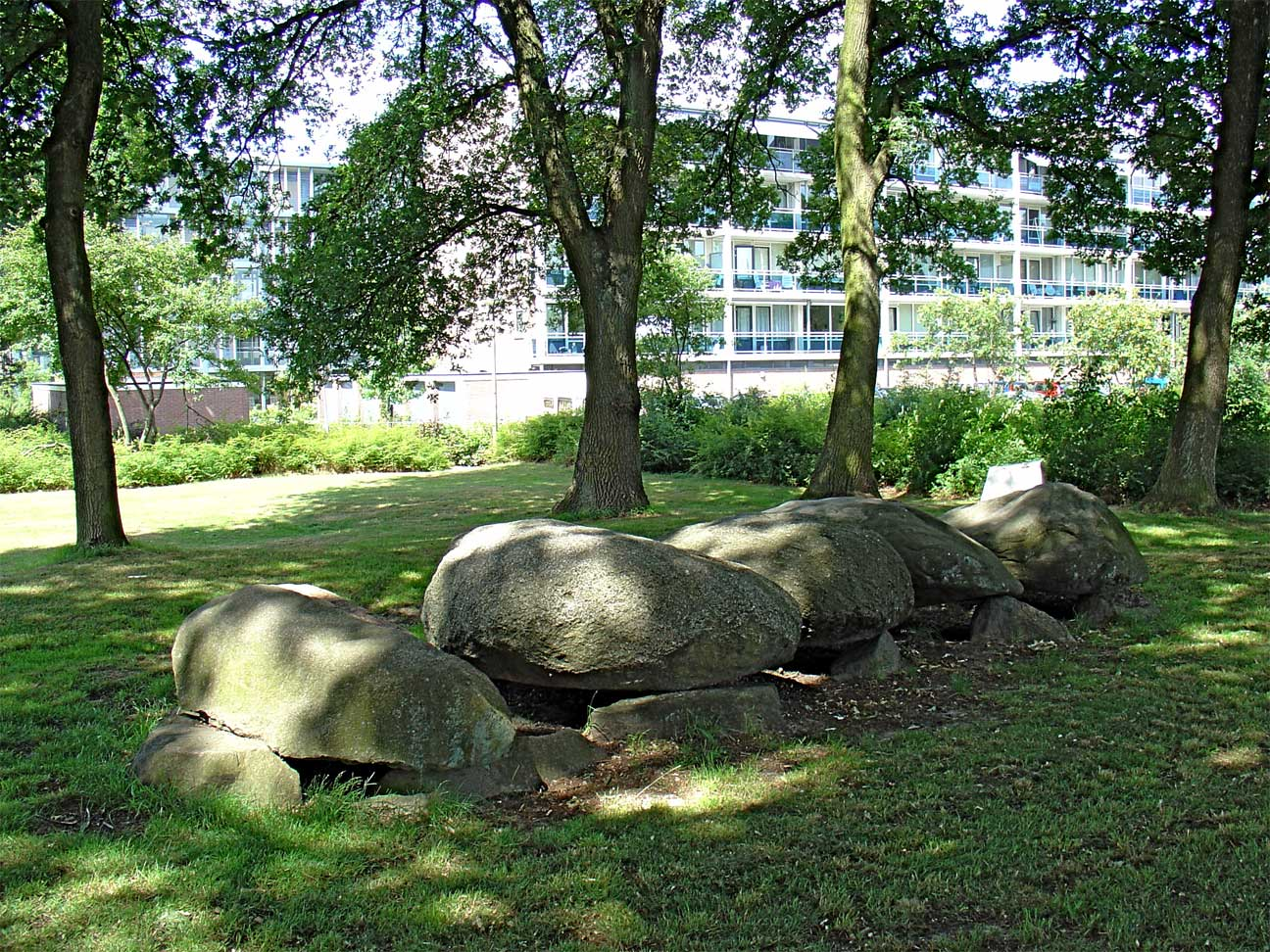
Hunebed D47 aan de Haselackers in Angelslo

In de wijk bevinden zich twee hunebedden (D46 en D47). Beide zijn tegenwoordig een rijksmonument. 
De voormalige Nederlands Hervormde (later PKN) kerk 'De Voorhof' uit 1965 van architect Wouter van de Kuilen sr. (1923 - 2003) aan de Statenweg 2 in Angelslo is een provinciaal monument. Het moderne kerkgebouw werd in 2012 gesloten voor gebruik en kreeg in 2018 een nieuwe bestemming als medisch centrum.

## Voorzieningen
In de wijk is een overdekt winkelcentrum. Verder kent Angelslo twee basisscholen en meerdere scholen voor voortgezet en hoger onderwijs. De wijk heeft een eigen voetbalvereniging; SC Angelslo.

## Openbaar vervoer
Door de wijk Angelslo rijden vier streekbussen van Qbuzz.